# Ewe
Ewe (także: Ehwe, Eibe, Kpere lub Adża) – lud afrykański zajmujący tereny na wschód od dolnego biegu Wolty, gdzie graniczy z ludami Akan, po dolny bieg Ueme, gdzie spotykają się z Jorubami (tereny dzisiejszej Ghany, Togo i Beninu). Jest ich około 5,7 mln, porozumiewają się językiem ewe, należącym do grupy języków kwa. Jest to język tonalny. Posiadają także alfabet ewe.
Na obecny teren Ewe przybyli ze wschodu. Ich podstawowym zajęciem jest rolnictwo oraz na zachodzie rybołówstwo. W przeszłości lud ten odznaczał się wojowniczością i czerpał znaczne korzyści z wypraw grabieżczych.
Ewe znają pojęcie Boga Najwyższego, któremu podlega cały panteon bóstw spłodzonych przez mityczną parę Mawu i Lisa. W religii Ewe wielką rolę odgrywa opętanie.

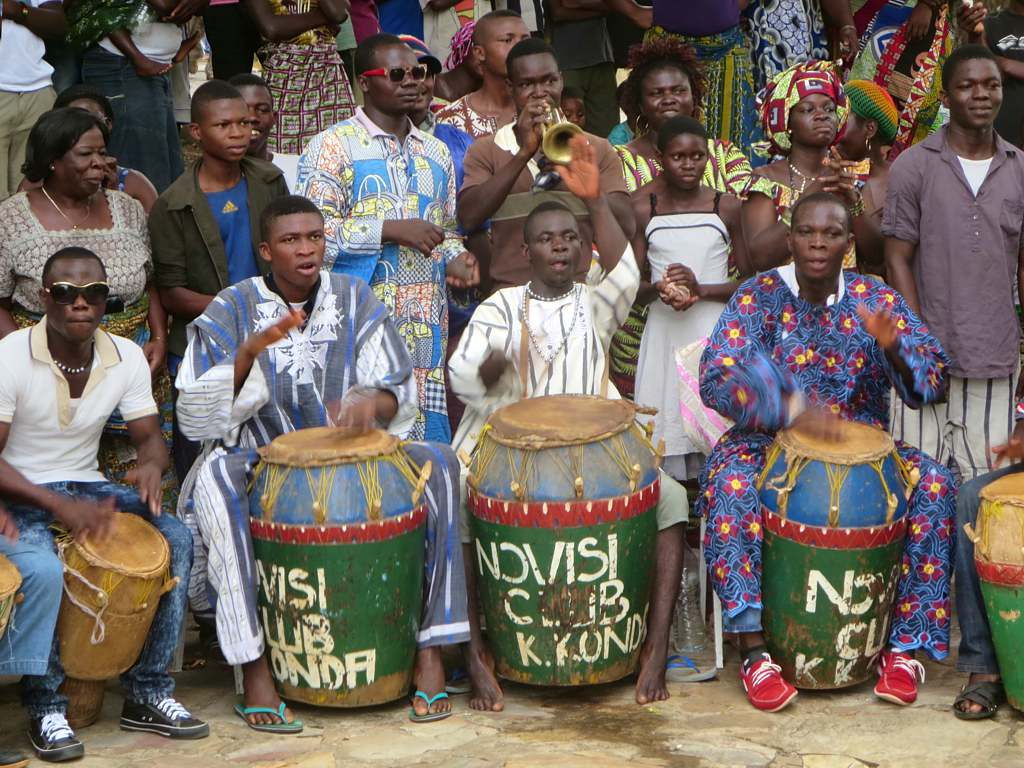
Muzycy Ewe w Togo